# Mil Mi-10
Der Mil Mi-10 (russisch Миль Ми-10, NATO-Codename „Harke“) war ein sowjetischer Lastenhubschrauber. Gegenüber vergleichbaren Konstruktionen hatte er nur eine verkleinerte normale Passagierkabine, war aber mit vier hohen Fahrwerksbeinen ausgestattet, so dass er unter sich zusätzlich einen Container oder andere voluminöse Außenlasten (z. B. auch einen Bus) aufnehmen konnte.

## Geschichte
Mit der Konstruktion wurde  1958 nach einem Regierungserlass vom 20. Februar unter der Bezeichnung W-10 (für Wertoljot, Hubschrauber) oder auch Isdelije (Erzeugnis) 60 begonnen. Die Arbeiten standen unter der Leitung des stellvertretenden Chefkonstrukteurs N. G. Roosanowitsch. Basis für die Mi-10 war die Mi-6. Von ihr wurden die beiden je 5500 WPS starken Solowjow-D-25W-Triebwerke und das R-7-Getriebesystem samt Rotoren übernommen. Der Rumpf hingegen war eine Neukonstruktion. Unter dem Rumpf konnten große und sperrige Lasten aufgehängt werden wie z. B. Fahrzeuge oder Container. Hierzu mussten die Lasten lediglich unter den Rumpf manövriert werden. Bei einer Bodenfreiheit von 3,75 m bis zur Rumpfunterseite und einer Spurweite von sechs Metern war dies bei den meisten Lasten kein allzu großes Problem.
In einem speziellen Container, der unter dem Hubschrauber befestigt wurde, konnten bis zu 120 Personen transportiert werden. Zudem fanden im Rumpf auf Klappsitzen bis zu 28 Personen, meist Montagepersonal für die Außenlast, in der 19,95 × 1,66 × 2,75 m großen Fracht- und Passagierkabine Platz. Als erstes entstand für Tests eine Attrappe, die im Mai 1959 abgenommen wurde. Der Erstflug des ersten Prototyps wurde im Juni 1960 von German Alferow und Boris Semskow durchgeführt. Er wurde während der Erprobung im Mai 1961 bei einer Bruchlandung infolge Hydraulikausfalls zerstört. Mit einem zweiten Prototyp wurden die Tests ab Juli gleichen Jahres fortgeführt, anschließend erfolgte 1962 die staatliche Abnahme, die sich bis 1964 hinzog. Nach deren erfolgreichem Abschluss wurde das staatliche Flugzeugwerk Nr. 168 in Rostow am Don mit der Produktion beauftragt und noch im September gleichen Jahres absolvierte das erste Serienexemplar seinen Erstflug.
Um die maximale Tragfähigkeit zu ermitteln entstand 1965 die Mi-10R. Bei dieser Version wurde das große und schwere Hauptfahrwerk gegen ein Dreibeinfahrwerk der Mi-6 ersetzt. Dadurch stieg die Nutzlast an und es wurden am 23. September 1961 mit Testpilot G. Alferow im Cockpit der Mi-10R folgende Rekorde erflogen:
- Flughöhe mit 15.000 kg Nutzlast: 2.326 m
- Größte Nutzlast auf 2.000 m Höhe: 15.103 kg

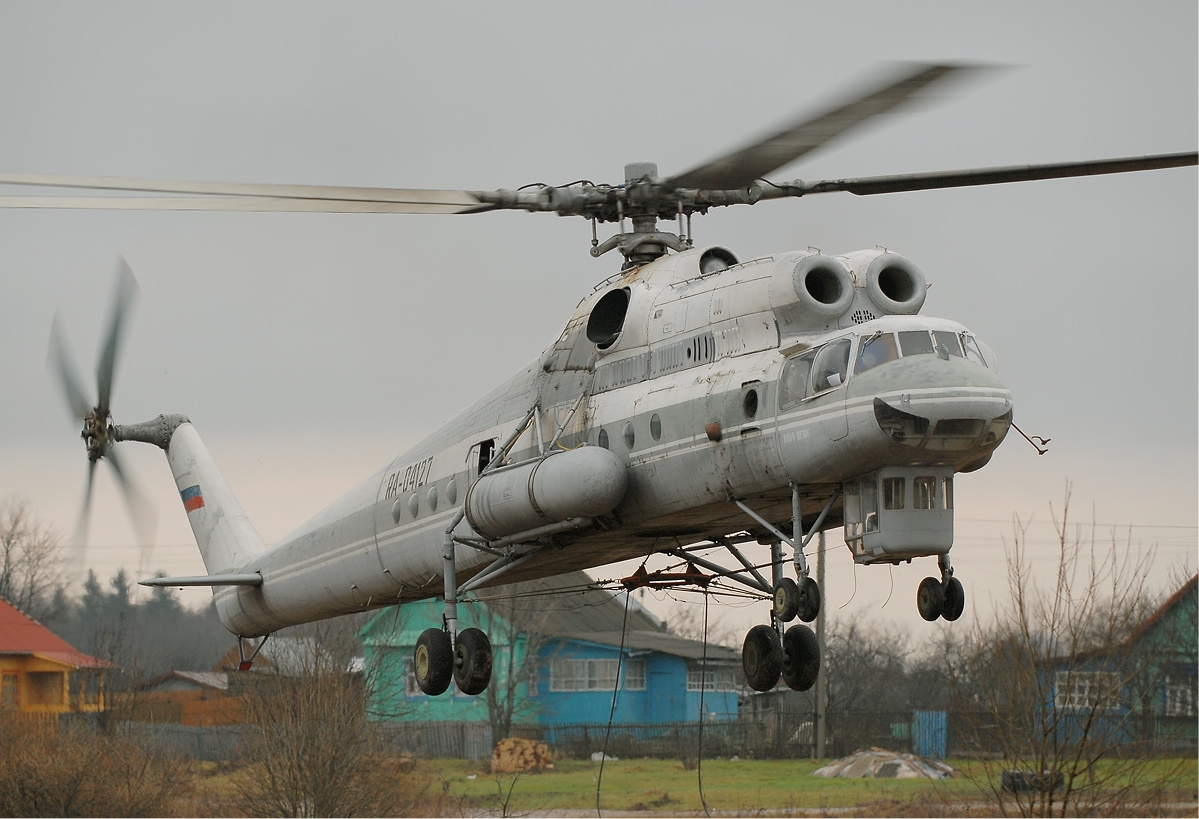
Die Kranausführung Mi-10K

Eine weitere Version mit verkürztem Fahrwerk war die Kranversion Mi-10K (korotkonogii – kurzbeinig, NATO-Codename „Harke–B“). Durch das stark verkürzte Fahrwerk konnte die normale Nutzlast von 8000 kg auf 11.000 kg angehoben werden. Unter dem Rumpfbug befand sich eine Kabine für den Lademeister, durch den die Maschine die Lasten so wesentlich präziser anheben oder absenken konnte. Diese Version wurde erstmals am 26. März 1966 in Moskau öffentlich präsentiert. Spätere Mi-10K erhielten verbesserte D-25WF-Triebwerke mit einer Leistung von je 6500 WPS (4781 kW), welche Außenlasten bis 14.000 kg erlauben. Ab 1979 wurden mehrmals gecharterte Mi-10K der Aeroflot für die Errichtung von Strommasten und Industrieanlagen in der DDR genutzt. Die letzten dieser Einsätze fanden noch 1989 statt.
Für die Sowjetischen Streitkräfte entstand die Mi-10PP für die elektronische Kriegführung. Sie besaß ein externes Modul, in dem sich Störsender befanden. Diese waren anscheinend nur am Boden einsatzbereit.
Von 1964 bis 1969 wurden in Rostow am Don insgesamt 63 Mi-10-Serienmaschinen gebaut. Andere Quellen berichten von lediglich 40 gebauten Hubschraubern. Sie kamen größtenteils bei verschiedenen Großbauvorhaben in entlegenen Gebieten der Sowjetunion zum Einsatz. Vereinzelt kamen sowjetische bzw. russische Maschinen auch im Ausland zum Einsatz, so auch in der DDR. Lediglich drei Maschinen wurden in den Irak exportiert.

## Technische Daten

Dreiseitenansicht Mi-10

| Kenngröße                | Daten (Mil Mi-10)                                    | Daten (Mil Mi-10K)                                   |
| ------------------------ | ---------------------------------------------------- | ---------------------------------------------------- |
| Hersteller               | Rostower Staatliches Flugzeugwerk Nr. 168            | Rostower Staatliches Flugzeugwerk Nr. 168            |
| Typ                      | Lastenhubschrauber                                   | Kranhubschrauber                                     |
| Erstflug                 | Juni 1960                                            | 1965                                                 |
| Besatzung                | 3                                                    | 3                                                    |
| Passagiere               | 28                                                   | 28                                                   |
| Hauptrotordurchmesser    | 35,00 m                                              | 35,00 m                                              |
| Hauptrotorkreisfläche    | 962,11 m²                                            | 962,11 m²                                            |
| Rumpflänge               | 32,86 m                                              | 35,00 m                                              |
| Länge                    | k. A.                                                | 41,89 m                                              |
| Höhe                     | 9,90 m                                               | 7,80 m                                               |
| Leermasse                | 27.300 kg                                            | 27.300 kg                                            |
| Max. Abflugmasse         | 43.700 kg                                            | 43.700 kg                                            |
| Max. Masse der Außenlast | 11.000 kg                                            | 11.000 kg                                            |
| Antrieb                  | 2× Solowjow-D-25W-Turbinen mit je 5500 WPS (4101 kW) | 2× Solowjow-D-25W-Turbinen mit je 5500 WPS (4101 kW) |
| Höchstgeschwindigkeit    | 200 km/h                                             | 250 km/h                                             |
| Reisegeschwindigkeit     | 170 km/h                                             | k. A.                                                |
| Dienstgipfelhöhe         | k. A.                                                | 3000 m                                               |
| Reichweite               | 430 km mit Reserve                                   | 430 km mit Reserve                                   |